# پانکورونیوم
پانکورونیوم (به انگلیسی: Pancuronium bromide)
رده درمانی: داروهای بیهوشی
اشکال دارویی: آمپول

## موارد مصرف
پانکورونیوم به عنوان شل کنندهٔ عضلانی غیر دپلاریزان و طولانی اثر استفاده می‌شود. کمک به بیهوشی جهت شل کردن عضلات اسکلتی، تسهیل لوله گذاری در نای و تنفس مصنوعی (انتوباسیون و ونتیلاسیون) و انقباضات عضلانی ضعیف شده در تشنجات القایی

## مکانیسم اثر
آنتاگونیست رقابتی استیل کولین (رقابت با استیل کولین در اتصال به گیرنده‌های نیکوتینی) در پیوستگاه عصب به عضله است لذا پانکرونیوم از پیوند استیل کولین به گیرنده‌های کولینرژیک صفحه محرکه انتهایی جلوگیری می‌کند و بنابراین دپولاریزه شدن عضله را مهار می‌کند.

## عوارض جانبی
این دارو ممکن است از طریق انسداد مستقیم گیرنده‌های کولینرژیک قلب، ضربان قلب را افزایش دهد (تاکیکاردی). نارسایی تنفسی یا آپنه، واکنش حساسیت مفرط یا ایدیوسنکرازی.